# 喬·希爾 (作家)
約瑟夫·希爾斯特倫·金（英語：Joseph Hillstrom King），最出名是用筆名喬·希爾（Joe Hill），他是一名美國作家和漫畫書作者。他的作品包括小說《心形盒》（2007年）、《魔角》（2010年）、《耶誕惡靈》（2013年）和《龍鱗焰火》（2016年）；短篇小說集《20th Century Ghosts》（2005年）和《Strange Weather》（2017年）；漫畫書系列《Locke & Key》（2008年–2013年）。
他是作家史蒂芬·金和塔比納·金的兒子。

## 外部連結
- 官方网站
- 網路推理小說資料庫上的Joe Hill